# 呼出
呼出（よびだし）は、大相撲での取組の際に力士を呼び上げる「呼び上げ」や土俵整備から太鼓叩きなど、競技の進行を行う者である。呼び出しや呼出しとも書かれる。行司と異なり特に受け継がれている名跡はないが、力士・行司と違い、下の名前しかないことが特徴。
英語では、日本語からの音写によりyobidashiと呼ばれるか、あるいは意訳によりusherと訳される。

## 歴史
呼出の元々の云われは上覧相撲の際に、次に土俵に上がる力士の出身地や四股名を披露する人がおり、「前行司」「言上行司」といって行司の役割に含まれる職種であった。
平安時代の相撲節会には呼出という呼称は存在しなかったが、天皇や貴族に相撲人の奏上する「奏上（ふしょう）」という役目があって、「奏上者」の職名があった。これが呼出の始まりとされている。
江戸時代以後に勧進相撲になり組織的な制度ができるにつれて独立した職種となった。触れとか名乗り上げと呼ばれた時代もあったが、享和年間（1801-1804年）になって呼び出しといわれるようになった（しかし、それ以前の寛政年間（1789-1801年）の番付に「呼び出し」の文字が確認されている）。
明治後期の呼出し長谷川勘太郎は名人と謳われ、呼び上げ写真がブロマイドにもなった。
昭和初期までは呼出し奴と言われ地位も低かった。1932年では呼出し頭の長尾貞次郎を筆頭に40人ほどであった。
栃若時代の太郎、小鉄も名人と謳われた。

## 役割

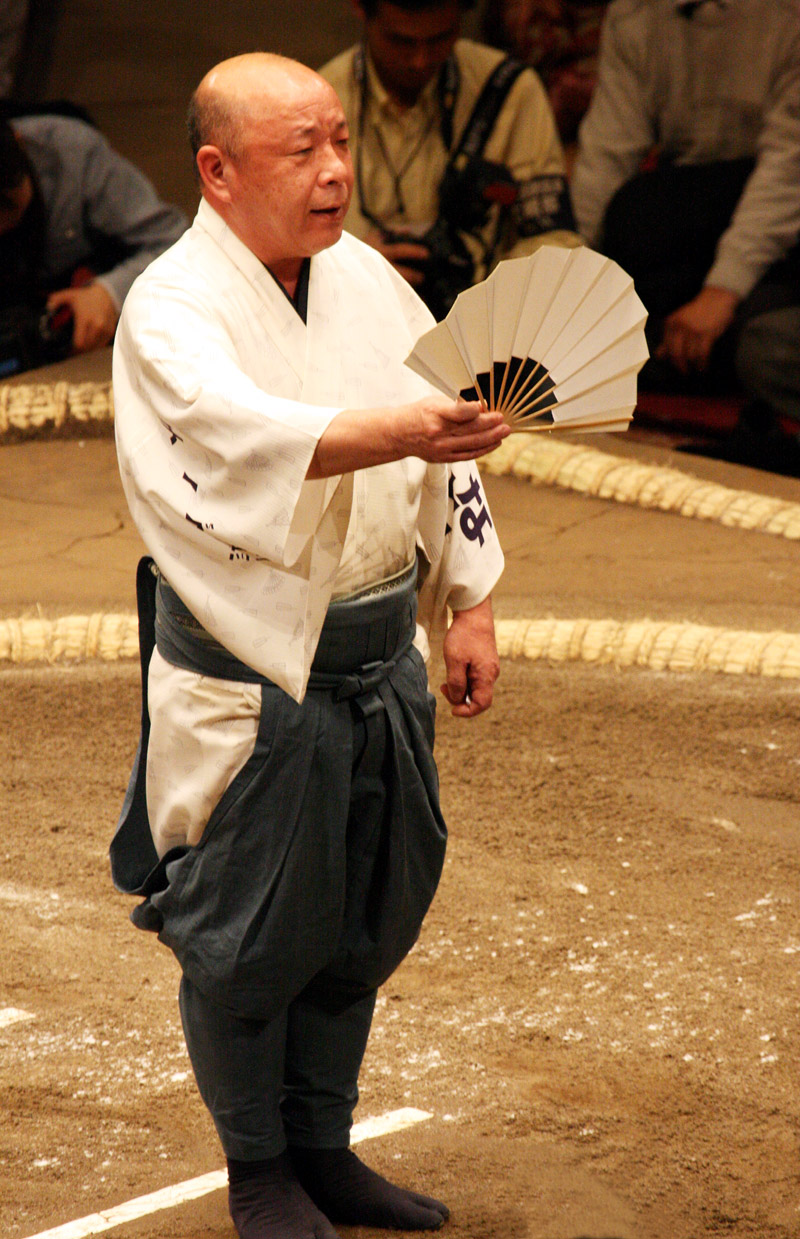
立呼出の秀男（2008年五月場所）

呼出の主要な役割は、呼び上げ、土俵整備、太鼓叩きであるが、その他にも多種多彩な業務を行っている。
- 呼び上げ

呼出の役割のうち、最も目立つものである。土俵上で扇子を広げて、独特の節回しにより東西の力士を呼び上げる。初日から数えて奇数日は東方から先に、偶数日は西方から先に一声で呼び上げ、十両最後の取組および、片やが三役以上の力士の場合には二声で呼び上げる（優勝決定戦は地位に関わらず一声）。奇数日の場合、一声は「ひ～が～し～、琴～×～×～、に～し～、○～○～やま～」、二声は「ひ～が～し～、琴～×～×～、琴～×～×～、に～し～、○～○～やま～、○～○～やま～」となる。仕切りの制限時間は呼出の呼び上げが終わった時点から計測する。
不戦勝の取組の場合は、その取組の呼び上げは行わない。その日に呼び上げる予定であった取組全てが一方の休場・他方の不戦勝等となった場合は、その呼出は呼び上げの出番なく一日を終えることになる。
一人の呼出が1日に呼び上げる番数は、基本的には立呼出は結びの一番のみ、副立呼出から十両呼出までは1日2番で、残りの取組を幕下呼出以下で分担する。呼出の階級は力士の番付とは独立しているため、呼出の階級と実際に呼び上げる取組の格とは必ずしも一致しない。そのため大抵の場合、幕内呼出のうち下位の者は十両の取組を呼び上げ、十両呼出のうち下位の者は幕下の取組を呼び上げることになる。現行の員数では、おおむね幕下中位の取組あたりから十両呼出が登場する。
- 土俵整備

本場所・巡業・各部屋の土俵造り（土俵築）、取組の合間にほうきで土俵を掃き清める、乾燥する土俵への水打ち、力水・力紙・塩・タオルの補充と管理、全取組終了後に仕切り線を書くなど。
- 太鼓叩き

触れ太鼓（初日の取組を触れ歩きながら打つ太鼓）、寄せ太鼓（本場所の早朝に打つ太鼓）、はね太鼓（本場所の全取組の終了後に翌日の来場を願って打つ太鼓）など。触れ太鼓の口上は、「相撲は明日が初日じゃぞぇ～、琴～×～×～には、○～○～やま～じゃぞぇ～、ご油断では詰まりますぞぇ～」となる。
- 拍子柝打ち

土俵入り、横綱土俵入り、土俵の進行などの合図など。
- 懸賞金

懸賞幕（懸賞金を出す者の行なう広告）をもって土俵を一周する、懸賞金を行司に渡すなど。
取組開始前に倉庫からその日の懸賞の懸賞幕を出し、西の花道に取組順に並べてチェックする。呼出はその懸賞幕を持って西の花道で控え、向正面を通って東から土俵に上がり西から降りる。
- 取組に関するその他の幕の掲示

呼出が土俵上で掲示する取組に関する幕には、「不戦勝」、「二番後取直し」、「一番後取直し」、「先程の取直し」、「引分」、「痛分」がある。
「二番後取直し」「一番後取直し」となる状況については取り直し#水入り後の取り直しを参照。これらの状況となった相撲が再戦するときの取組前に「先程の取直し」の幕を掲示する。
- 力士の世話

座布団を交換する、時間制限を伝える、水桶の横にてタオル、力水を渡すなど。
- 審判委員、行司の世話

審判委員の座布団交換、ひざ掛けの世話、顔触れ言上の介助など。
- 役員室、相撲部屋の雑務

全員が呼び上げ・土俵整備・太鼓の「三大業務」を行うが、古くは分業制で、呼び上げ専門の呼出もいれば、他の仕事を専門とする者、つまり「呼出と名がつくものの、呼び上げない呼出」もいた。全員が「三大業務」を行うようになったのは、1965年（昭和40年）からである。また、呼び上げのときの声の通り具合や声量は評価の対象ともなっている。

## 呼出会
呼出全員で構成される「呼出会」があり、業務向上や日本相撲協会との連絡などを担う。立呼出しが会長を務め、格上の呼出が監督として選出され、さまざまな事柄の取りまとめ役となる。協会からは呼出し会に対して毎年助成金が支給されている。
十両呼出以上が参加する総会は毎年12月の定例会のほか随時行われ、場所ごとの反省点や今後の運営方法について話し合う。両国・回向院にある「呼出し先祖代々の墓」における法要は毎年5月場所後に行われ、現役呼出は全員参加する。

## 呼出部屋
本場所の会場内には「呼出部屋」があり、全員に引き出しが割り当てられ、装束や仕事道具を保管している。

## 階級等
大相撲において、力士の番付に倣った階級制が導入されたのは1994年（平成6年）7月場所からで、以下の9階級となる。同時に本場所における場内放送でも紹介されるようになった。それまでの階級は、1等から5等までの等級制であった。
書籍『日本相撲伝』では1902年5月の呼出し名簿があり勘太郎、勝次郎、金次郎、重吉、亀吉、清吉、源七、三金、藤作、市太郎、與吉、伊勢徳、平吉、三代吉、市郎、小徳、駒吉、金作、才次郎と19人が掲載されている。
1911年発行の『相撲鑑』には勘太郎を筆頭に25名いて給金は僅少だが錦絵や番付等を売って余禄とするとある。
昭和初期までは呼出し奴と言われていた。1932年では呼出し頭の長尾貞次郎を筆頭に40人ほどであった。
相撲雑誌の名鑑等にも昭和40年代まで掲載されなかった。
十両呼出以上の名前が番付に書かれており、1949年（昭和24年）5月場所から1959年（昭和34年）11月場所までの10年間、呼出が番付に掲載された（番付には「呼出し」と書かれた）。初めて呼出として番付に掲載された者は太郎、夘之助、栄次郎、源司、安次郎、栄吉、福一郎、小鉄、徳太郎、茂太郎、粂吉、松之助、寅五郎、雄次、多賀之丞、島吉の16人。歴史的経緯もあり、呼出は行司よりもやや地位が低く見られた。
呼出の番付上の位置は、西の最下段の親方衆より左側である。平成期の一時期は若者頭や世話人とともに中軸の下の方（「日本相撲協會」の文字よりは上）に記載されていたことがあった。

### 現在の階級
2025年現在。
9階級の役責に分類され、行司の階級と違い、幕内格、十枚目格といった「格」という名称は用いない。
- 立呼出
- 副立呼出
- 三役呼出
- 幕内呼出
- 十枚目呼出
- 幕下呼出
- 三段目呼出
- 序二段呼出
- 序ノ口呼出

呼出として入門したばかりの者は、初出場の時には序ノ口呼出として出場する。
十枚目（十両）呼出以上の呼出は「有資格者」と呼ばれる。
力士・行司はすべての階級が番付に表記されているが、呼出は十枚目呼出以上が番付表に表記されていて幕下呼出以下は番付表に表記されない。
また、幕下格以下の行司と同様、幕下呼出以下は本場所の取組における場内アナウンスでの紹介は行われていない。ただし、千秋楽の幕内土俵入りの前に行われる十枚目以下各段の優勝決定戦では、幕下格以下の行司・幕下呼出以下でも「呼出は○○、行司は木村（式守）○○、○○（階級）優勝決定戦であります」との場内アナウンスが行われる。場内の観客に配布される取組表でも、十両呼出以上が掲載され、幕下呼出以下は掲載されない（行司について出場行司全員が掲載されるのとは異なる）。

### 採用・昇格等
呼出の定員は45人、採用資格は義務教育を修了した満19歳までの男子。大相撲においては、力士、行司、床山と同様に各相撲部屋に所属する。2019年3月場所前の相撲誌の記事によると、1場所の研修期間後に面接を経て採用となるという。
呼出の番付編成（階級の昇格等）は原則年1回で、9月場所後に開催される番付編成会議の理事会において決定し、翌年1月より適用される。基本的にはほぼ年功序列であるが、稀には昇格のときに地位の追い抜きが発生することもある。その具体例は#呼出の番付編成に関する事項を参照。
昇格規定は次の通りである：
- 三役呼出以上（立呼出:1人、副立呼出:2人以内、三役:4人以内）
  - 勤続40年以上で成績優秀な者、または勤続30年以上40年未満で特に優秀な者。
- 幕内呼出（8人以内） 
  - 勤続30年以上で成績優秀な者、または勤続15年以上30年未満で特に優秀な者。
- 十枚目呼出（8人以内）
  - 勤続15年以上で成績優秀な者、または勤続10年以上15年未満で特に優秀な者。

### 停年
停年（定年。以下同）は65歳。行司と同様、本場所途中で停年日を迎えても、その場所の千秋楽まで職務継続することができる。

## 装束
呼出の装束については、行司と異なり、階級による違いはない。着物に裁付袴、足袋というスタイルは江戸時代からほとんど変わりはない。
- 着物 - 本場所では協会スポンサー名が入った物を使用し、誰がどの着物を着るかはローテーションで決められている。巡業やパーティーなどでは私物の着物を着用する[15]。
- 裁付袴（たっつけばかま） - 力士から贈られるものが多く、腰板部分に贈り主の四股名が刺繍されている。特に横綱・大関に昇進した力士は呼出全員に裁付袴を贈るのがならわし。また贈り主が引退すると四股名付きの裁付袴は履かないのがしきたり[15]。着物と異なり本場所とそれ以外での区別はない。製作は全て、東京・江東区の和裁職人・富永皓の手による[16]。
- 足袋 - 力士・行司は一定以上の地位の者でなければ足袋の着用は認められないが、呼出は全員足袋を着用する。
- 扇子 - 神聖な土俵に唾を飛ばさないための措置 [17]。白扇と呼ばれ、白色で無地のものと定められている。

## 呼出の一覧

### 現役の呼出
2025年1月27日現在　総人数：44人（定員に対する欠員：1人）
| 階級       | 名前     | 所属部屋                       |
| ---------- | -------- | ------------------------------ |
| 立呼出     | 空位     | 空位                           |
| 副立呼出   | 克之     | 花籠→放駒→芝田山               |
| 三役呼出   | 志朗     | 押尾川→大嶽                    |
| 三役呼出   | 重夫     | 九重                           |
| 三役呼出   | 吾郎     | 押尾川→大嶽                    |
| 幕内呼出   | 幸吉     | 大鳴戸→桐山→友綱/大島          |
| 幕内呼出   | 旭       | 大島→友綱/大島                 |
| 幕内呼出   | 隆二     | 宮城野→伊勢ヶ濱                |
| 幕内呼出   | 琴三     | 佐渡ヶ嶽                       |
| 幕内呼出   | 琴吉     | 佐渡ヶ嶽                       |
| 幕内呼出   | 大吉     | 東関→八角                      |
| 幕内呼出   | 照喜     | 安治川/伊勢ヶ濱                |
| 幕内呼出   | 幸司     | 伊勢ヶ濱→桐山→朝日山→浅香山    |
| 幕内呼出   | 利樹之丞 | 高砂                           |
| 幕内呼出   | 光昭     | 鳴戸/田子ノ浦                  |
| 十両呼出   | 邦夫     | 若松→高砂                      |
| 十両呼出   | 松男     | 松ヶ根/二所ノ関/放駒           |
| 十両呼出   | 弘行     | 峰崎→西岩                      |
| 十両呼出   | 禄郎     | 押尾川→尾車→二所ノ関→中村      |
| 十両呼出   | 正男     | 花籠→峰崎→西岩                 |
| 十両呼出   | 悟       | 荒磯→松ヶ根/二所ノ関/放駒      |
| 十両呼出   | 太助     | 北の湖/山響                    |
| 十両呼出   | 重太郎   | 九重                           |
| 十両呼出   | 富士夫   | 安治川/伊勢ヶ濱                |
| 十両呼出   | 啓輔     | 放駒→芝田山                    |
| 十両呼出   | 陽平     | 出羽海                         |
| 十両呼出   | 総一     | 二十山→北の湖/山響             |
| 幕下呼出   | 照矢     | 間垣→伊勢ヶ濱                  |
| 幕下呼出   | 護       | 時津風                         |
| 幕下呼出   | 駿佑     | 玉ノ井                         |
| 幕下呼出   | 耕平     | 高島→春日山→追手風→中川→片男波 |
| 幕下呼出   | 悠斗     | 立浪                           |
| 幕下呼出   | 節男     | 錣山                           |
| 幕下呼出   | 直起     | 木瀬→北の湖→木瀬               |
| 幕下呼出   | 慎       | 陸奥→音羽山                    |
| 幕下呼出   | 重次郎   | 九重                           |
| 三段目呼出 | 鶴太郎   | 錦戸                           |
| 三段目呼出 | 大将     | 北の湖/山響                    |
| 三段目呼出 | 雄志     | 境川                           |
| 三段目呼出 | 広       | 千賀ノ浦/常盤山                |
| 序二段呼出 | 健太     | 鳴戸                           |
| 序二段呼出 | 天琉     | 朝日山                         |
| 序ノ口呼出 | 仁       | 阿武松                         |
| 序ノ口呼出 | 隈二郎   | 武隈                           |
| 序ノ口呼出 | 勝希     | 安治川→大島                    |

## 引退した主な呼出
明治・大正
- 勘太郎（頭）
- 勝次郎
- 金次郎
- 重吉
- 亀吉
- 清吉
- 源七
- 三金
- 藤作
- 市太郎
- 與吉
- 伊勢徳
- 平吉
- 三代吉
- 市郎
- 小徳
- 駒吉
- 金作
- 才次郎

昭和・平成(番付制導入以前)
- 長尾貞次郎（頭）[注釈 5]
- 太郎（頭）
- 宗吉
- 初太郎
- 金五郎
- 玉吉
- 小鉄（非公式立呼出）
- 卯之助
- 栄次郎
- 源司
- 安次郎（非公式立呼出）
- 栄吉
- 福一郎
- 徳太郎
- 茂太郎
- 粂吉
- 松之助
- 寅五郎
- 雄次
- 多賀之丞（非公式立呼出）
- 島吉
- 伊勢徳
- 賢市（～1993年11月）
- 峰三（～1981年9月）
- 善助
- 初太郎
- 蝶太郎
- 照雄
- 一夫
- 新一
- 三郎（2021年12月28日死去、94歳没）

立呼出
- 寛吉（2008年6月7日死去、77歳没）
- 兼三
- 米吉（2021年3月2日死去、83歳没）
- 康夫（2012年12月14日死去、74歳没）
- 秀男
- 拓郎
- 次郎

副立呼出
- 善三郎
- 栄太呂（2012年1月2日死去、74歳没）
- 三平

三役呼出
- 永男（2012年4月14日死去、82歳没）
- 政弘（1999年12月29日死去、63歳没）
- 長八
- 勝己（2004年4月13日死去、66歳没）
- 琴二

幕内呼出
- 幸太郎（1996年1月12日死去、63歳没）
- 安伍朗

十両呼出
- 勲（1995年5月11日死去、54歳没）
- 秀行

幕下呼出
- 和也

三段目呼出
- 友太郎
- 進介
- 新太郎[注釈 6]
- 貴大

序二段呼出
- 祥吉
- 鶴吉
- 太郎太
- 扇太郎（2008年6月19日死去、25歳没）
- 竜
- 誠之

序ノ口呼出
- 英二、正平、大輔、直樹
- 信男、春樹、敏行、一朗
- 卓也、圭祐、孝、玉吉
- 栄次郎、一郎、誠一、謙一[注釈 7]
- 清吉、隆一、春輝、和歌吉、
- 風人、慎平、琴朗、友也
- 三豊、友輔、陸、誠佑
- 竜平、健人、幹夫、大輝
- 俊太朗、侑汰、新太郎[注釈 8]、悠真

## 立呼出・副立呼出の一覧・変遷
| 場所    | 立呼出  | 副立呼出     | 備考                                             |
| ------- | ------- | ------------ | ------------------------------------------------ |
| 1994.7  | (1)寛吉 | 善三郎       | 呼出の番付制導入。                               |
| 1995.9  | (1)寛吉 | 空位         |                                                  |
| 1996.1  | (2)兼三 | 米吉         | 兼三は三役呼出から直接立呼出に昇格。             |
| 1999.1  | (2)兼三 | 米吉・栄太呂 | 副立呼出は2人同時在位。                          |
| 1999.9  | (3)米吉 | 栄太呂       |                                                  |
| 2002.3  | (3)米吉 | 三平         |                                                  |
| 2002.5  | (3)米吉 | 康夫         |                                                  |
| 2002.9  | (4)康夫 | 空位         |                                                  |
| 2003.5  | (4)康夫 | 秀男         |                                                  |
| 2003.9  | 空位    | 秀男         |                                                  |
| 2008.1  | (5)秀男 | 拓郎         |                                                  |
| 2015.1  | 空位    | 拓郎         |                                                  |
| 2015.11 | (6)拓郎 | 空位         |                                                  |
| 2020.1  | 空位    | 空位         | 史上初めて立呼出・副立呼出共に番付上不在となる。 |
| 2024.1  | (7)次郎 | 克之         | 次郎は三役呼出から直接立呼出に昇格。             |
| 2025.3  | 空位    | 克之         |                                                  |

## 呼出の番付編成に関する事項
この節では、呼出の番付編成における年功序列との差（追い抜き昇格、追い抜かれ、留め置き等）や、中途退職あるいは死亡した呼出が務め続けていればどうなっていたか等に関する事項を示す。ここでは呼出の番付制導入の1994年7月場所以降について示す。
- 勲
  - 1994年7月場所の番付制導入当時十両呼出3番手であったが、この頃病気で土俵に上がることはなく、1995年1月場所には十両呼出末席に下げられ、このまま死亡した。
  - 存命ならば、仮に1994年7月場所で復帰し、年功序列通り昇格していった場合、2002年9月場所で副立呼出、2003年9月場所で立呼出に昇進し、2005年5月場所で停年を迎える予定であった。

- 兼三
  - 1995年9月場所時点で三役呼出であったが、その場所で副立呼出善三郎が停年退職しても同年11月場所に副立呼出に昇格せず、その11月場所で立呼出寛吉が停年退職したのに合わせて、兼三自身は1996年1月場所で副立呼出を飛ばして立呼出に昇格した。

- 幸太郎
  - 存命ならば、1997年9月場所で停年を迎える予定であったが、その場合でも序列と誕生日の関係上、年功序列通りでは幕内呼出のままで三役呼出以上には昇格できなかったと考えられる。

- 政弘
  - 存命ならば、2001年9月場所で停年を迎える予定であったが、その場合でも序列と誕生日の関係上、年功序列通りでは恐らく三役呼出のままであった考えられる。あるいは可能性は低かったが、定員的には副立呼出2番手の可能性もあった。

- 三平
  - 幕内呼出に在位していた1995年1月場所の1場所のみ、政弘と長八の上位に格付けされたが、すぐに元の序列に戻っている。

- 安伍朗
  - 1995年1月場所、番付の序列で秀男に抜かれることがなければ、2001年3月場所の停年時点で幕内呼出筆頭であった。現実の停年時点での番付序列は幕内呼出2番手となっているが、呼び上げでは秀男に加え、拓郎、琴二、次郎、克之、志朗、重夫と後輩呼出にどんどん抜かれ、十両取組での呼び上げで終わっている。

- 秀男
  - 十両呼出であった1995年1月場所、前述の安伍朗と当時休場中だった勲の2名を追い抜いた。
  - 2003年7月場所の康夫の停年退職後、すぐに立呼出に昇格していれば、11年間以上立呼出を務めていたことになる。現実ではすぐに立呼出とならずに立呼出空位期間がしばらく続いた後、2008年1月場所で立呼出に昇格しているが、これは康夫の停年退職後の時点では当時53歳で、昇進規定[18]により立呼出に昇格させるには若すぎると判断されたのではないかと思われる。

- 栄太呂
  - 1999年1月に副立呼出に昇格した際、同年7月場所まで米吉との副立呼出2人体制となった。

- 拓郎
  - 昇格はほぼ年功序列通りで、最終的に立呼出となったが、彼も秀男の停年退職後すぐに立呼出になったのではなく、2015年1月場所から同年9月場所まで立呼出空位期間が続いた後、同年11月場所に立呼出に昇格した。
  - 2019年10月に起こした不祥事により2019年11月場所を最後に番付から消える（中途退職）ことがなければ、2021年1月場所で停年を迎える予定であった。

- 琴二
  - 2003年5月場所を最後に三役呼出で中途退職したが、呼出を続けていれば、最終的に立呼出に昇進し、2024年1月場所で停年を迎える予定であった。

- 次郎
  - 兼三の停年退職の翌場所となる1999年9月場所以降、完全に年功序列通り昇格していれば、1999年9月場所で幕内呼出に昇格し、拓郎の退職後に当たる2020年1月場所（不祥事がなければ2021年3月場所）で立呼出に昇格していた。現実では、1999年9月場所では幕内呼出・十両呼出に変動はなく、翌11月場所で一旦克之に抜かれた後、2001年1月場所に序列が元に戻る形で幕内呼出に昇格しており、拓郎の退職（2019年11月場所、不祥事がなければ2021年1月場所の停年）により史上初の立呼出と副立呼出が共に空位の状態になってからも、長らく三役呼出に留め置かれていたが、親方衆などの間で「音痴」との指摘が一定数あったことが影響しているものとみられる。立呼出空位が4年、副立呼出空位が約8年続いた後、停年間際の2024年1月場所で副立呼出を飛ばして立呼出に昇格しているが、停年退職への花道としての昇格とみられる。もっとも、琴二の中途退職がなければ年功序列通りでも立呼出昇格は2024年3月場所ということになる。

- 克之
  - 前述の通り、1999年11月場所、十両呼出から次郎を抜き幕内呼出に昇格したが、2001年1月場所の次郎の幕内呼出昇格の際に序列が元に戻っている。
  - 2025年1月場所の次郎の停年退職後、すぐには立呼出に昇進しなかったため、2025年3月場所から立呼出が不在となった。

- 吾郎
  - 2022年1月場所に三役呼出に昇進したことにより、2024年1月場所に次郎が立呼出に昇進、克之が副立呼出に昇進するまでは、三役呼出が定員オーバーの5人体制となった。

## 力士志願者・力士経験者の呼出転身
呼出の中には、もともと力士になりたかったが、身長等が足りなかったため呼出になった者や、一度力士を経験したが呼出に転身した者もいる。前者の例では、近年では元三役呼出の琴二、現役では幕内呼出の大吉の例がある。後者の例は歴史上下表の3例が確認されており、照喜が現役である。

### 元力士の呼出
場所の表記は、年月をピリオドで区切って示している。
| 呼出名 | 四股名 | 力士初土俵 | 力士最高位      | 力士引退 | 呼出初土俵 | 呼出最高位 | 呼出退職 | 備考 |
| ------ | ------ | ---------- | --------------- | -------- | ---------- | ---------- | -------- | --- |
| 粂吉   | 鳥駒   | ?          | 三段目          | ?        | 1932.5     | 番付制以前 | 1960.11  | 大正期に力士だったというが、当時の番付表にはその名前は見えない。隠語「トリゴマ」の由来という。呼出としては停年退職。 |
| 照喜   | 陸奥龍 | 1984.5     | 東序二段103枚目 | 1987.1   | 1987.3     | 幕内呼出   | 現役     | 呼出となった当初の名前は陸奥夫、1984.1安喜夫、2008.3照喜に改名。                                                     |
| 一郎   | 三宅   | 1997.3     | 東序二段165枚目 | 1998.1   | 1998.3     | 序ノ口呼出 | 1999.7   | [ 19 ] |

## 呼出し太郎伝
1888年、本所南二葉町（後の墨田区亀沢）の俥屋の長男に生まれた。本名：戸口貞次郎。すぐ隣が大関初代朝汐太郎の家だったこともあり、相撲の盛んな町に育った。その朝汐の口利きで1898年、11歳のとき呼出し親分の勘太郎の弟子となり、朝汐にあやかって「太郎」の名をもらう。入門5年目に小結源氏山頼五郎以下40余名の脱走事件があり、そのとき太郎も一緒に飛び出している。これが苦労の始まりで、いろいろ地方を渡り歩く長い放浪時代もあり、無謀なことも数々やったが、やがて大坂相撲に縁ができ、呼出として再起。
大坂相撲の呼出は満足に太鼓を叩ける者がおらず、太郎はにわかに頭角を現すこととなる。ここで行司の木村金八（後の木村錦太夫、22代木村庄之助）と知り合い意気投合、生涯の交遊が始まる。大坂相撲時代、巡業先で太鼓を質に入れたため、宿でカラの醤油樽を借りて叩いたが、仲間の内誰も気がつかなかったという。その後、昭和時代の幕開けとともに、東京と合併。太郎は大坂の呼出を全員東京に売り込んで男を上げた。親分の下地はそのときからで、太鼓も東京の呼出の誰にも負けなかったという。
定年退職した1960年まで63年間を貫き、「太鼓の名人」「相撲界の名物男」「呼出の親分」として知られた。また両国の自宅を長年相撲記者クラブに開放し世話係を務め（定年後も続けていた）、確固たる地位を築いた。この頃はもう櫓に上がることはなかったが、花相撲のおりの「太鼓の打ち分け」はまさに圧巻、独壇場の名人芸だったという。
1952年1月に行われた巣鴨拘置所、A級戦犯慰問大相撲で「太鼓の打ち分け」を披露し、荒木貞夫、鈴木貞一、畑俊六ら10人の旧日本軍の重鎮、軍閥の連名からなる礼状が届けられた。所属が角界一の大部屋出羽海部屋ということも幸いし、7代出羽海（元横綱常ノ花）、8代春日野（元横綱栃木山）の両取締とは気軽に口のきける立場にあった。
1949年5月場所前、太郎が協会で取締に「呼出も番付の隅っこに名前を載っけて欲しい」と請願したことがきっかけで、16人の呼出の名前が初めて世話人とともに番付に掲載されることになった。これは1959年11月場所、太郎が停年退職する直前まで10年間続いた。1969年11月3日、秋の叙勲で勲六等単光旭日章を受章。相撲界では初めて生存者叙勲の光栄に浴した。1970年1月8日には理事長武藏川、審判部長春日野（元横綱栃錦）をはじめ180人が出席し祝賀会が挙行された。席上、横綱審議委員高橋義孝は「醤油樽叩いてもらう勲六等」の句を披露し祝福した。1971年3月3日、83歳で死去。妻には家と現金7千円を遺産として残した。墓所は両国回向院。戒名は「太鼓院技巧日貞居士」。

## エピソード
- 1911年（明治44年）2月場所2日目、小結鳳 - 大関2代西ノ海戦は行司の軍配は鳳に挙がったが、呼出の金次郎はこの相撲に物言いがついたとは知らず、「ニィーシ、千年川、ヒガーシ、常陸山」と美声を張り上げたが、勝負検査役に注意されてすごすごと引き下がった。